# ジョン・アンド・ヴァンゲリス
ジョン・アンド・ヴァンゲリス (Jon and Vangelis)は、ボーカリストでイエスの主要メンバーでもあるジョン・アンダーソンと、シンセサイザー奏者・作曲家のヴァンゲリスによる音楽ユニットである。

## 概歴
1974年、イギリスのバンド、イエス から脱退したリック・ウェイクマンの後任キーボード奏者の筆頭として、ヴァンゲリスが候補に挙がった。しかしユニオンの問題（当時、イギリスの音楽業界組合は外国人の参入を著しく排除していた）に加えて、商業的な成功を遂げていたイエスへの参加による自分の音楽活動への影響をヴァンゲリスが懸念したため、このオファーは不成立となり、イエスにはその後、レフュジーからパトリック・モラーツが移籍した。
1975年にリリースされたヴァンゲリスのRCAレコード契約第1作目のオリジナル・アルバム『天国と地獄』に収録された「ソー・ロング・アゴー、ソー・クリアー」という曲で、ジョン・アンダーソンがゲスト・ボーカルとして参加した。
1976年、ジョン・アンダーソンのソロ・アルバム『サンヒローのオリアス』にヴァンゲリスが参加。
1978年、ヴァンゲリスのアルバム『野生』にジョン・アンダーソンがハープ演奏で参加。
1979年、正式にユニットとして発足。最初のアルバム『ショート・ストーリーズ』が全英チャート4位まで上昇する。
1982年、シングル「I'll Find My Way Home」が全米チャートに入り、音楽番組にも積極的に出演していた。
1991年、アルバム『ページ・オブ・ライフ』を発表。

## ディスコグラフィ

### スタジオ・アルバム
- 『ショート・ストーリーズ』 - Short Stories (1979年)
- 『フレンズ・オブ・ミスター・カイロ』 - The Friends of Mr. Cairo (1981年)
- 『プライヴェイト・コレクション』 - Private Collection (1983年)
- 『ページ・オブ・ライフ』 - Page of Life (1991年、Arista) ※1998年のOmTown盤は別トラックあり

### コンピレーション・アルバム
- 『ベスト・オブ・ジョン・アンド・ヴァンゲリス』 - The Best of Jon & Vangelis (1984年)
- Chronicles (1994年)

### シングル
- 「アイ・ヒア・ユー・ナウ」 - "I Hear You Now" (1979年)
- "The Friends of Mr Cairo" (1981年)
- "I'll Find My Way Home" (1981年)
- "State of Independence" (1981年) ※1984年再発盤あり
- "Outside Of This" (1981年)
- "Back to school" (1981年)
- "And When the Night Comes" (1983年)
- "He Is Sailing" (1983年)
- "Deborah" (1983年)
- "Polonaise" (1983年)
- "Wisdom Chain" (1991年)